# Shawnee Township (Ohio)
Shawnee Township ist eines von zwölf Townships des Allen Countys im US-Bundesstaat Ohio. Das U.S. Census Bureau hat bei der Volkszählung 2020 eine Einwohnerzahl von 12.482 ermittelt.

## Geografie
Shawnee Township liegt im Südwesten des Allen Countys im Nordwesten von Ohio und grenzt im Uhrzeigersinn an die Townships: American Township, Bath Township, Perry Township, Duchouquet Township und Logan Township im Auglaize County, Amanda Township.

## Verwaltung
Das Township wird durch ein Board of Trustees, bestehend aus drei gewählten Mitgliedern, verwaltet. Zwei Personen werden jeweils im Jahr nach der Präsidentschaftswahl gewählt und eine jeweils im Jahr davor. Die Amtszeit dauert in der Regel vier Jahre und beginnt jeweils am 1. Januar. Daneben gibt es noch einen Township Clerk (Schriftführer), der ebenfalls im Jahr vor der Präsidentschaftswahl auf eine vierjährige Amtszeit gewählt wird. Dessen Amtszeit beginnt jeweils am 1. April.